# Alexandra Ungureanu

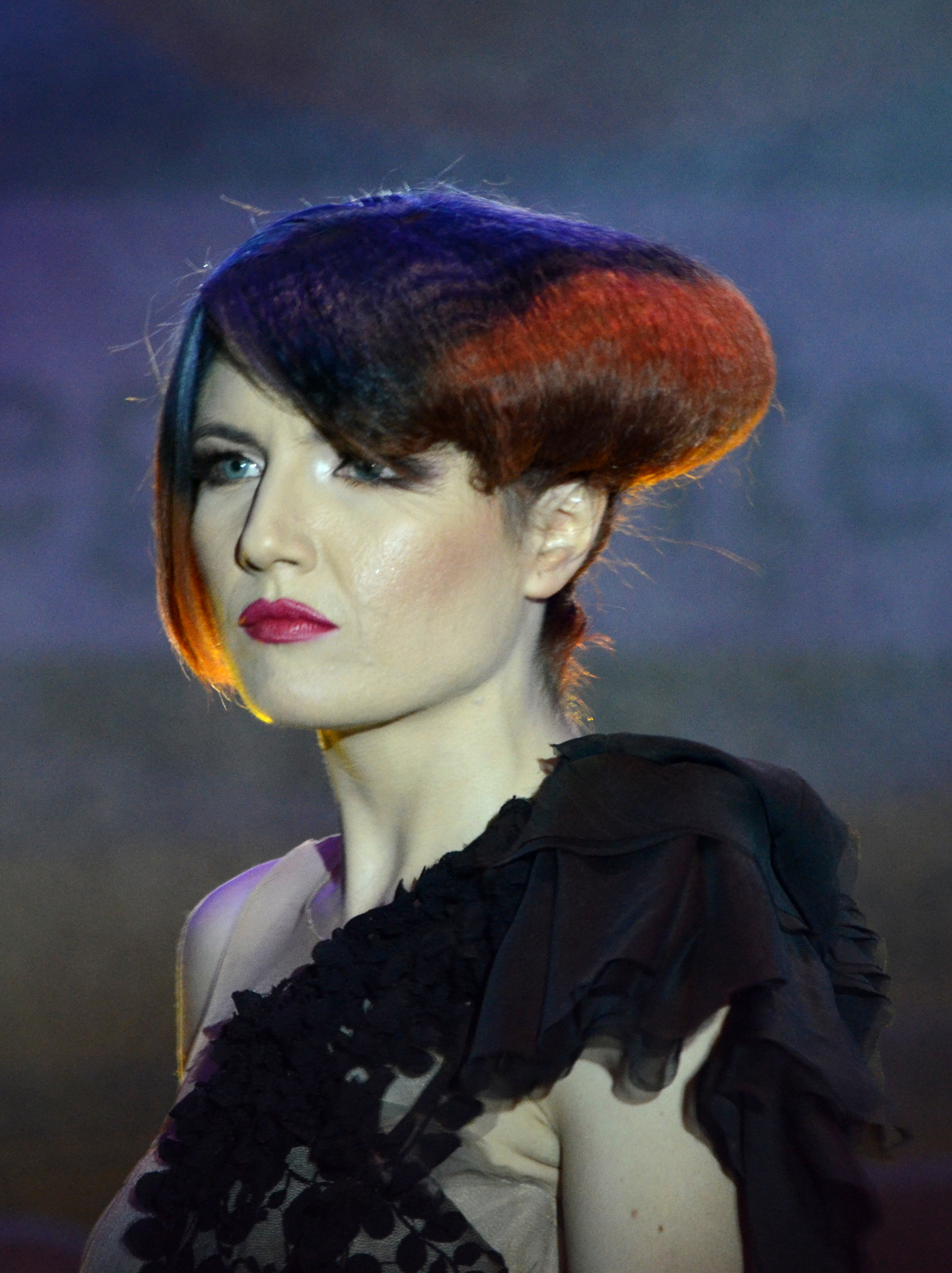
Alexandra Ungureanu, 2012

Alexandra Ungureanu (* 28. Dezember 1981 in Oneşti, Rumänien) ist eine rumänische Pop- und House-Sängerin.

## Karriere
Im Alter von sechs Jahren begann Ungureanu Gesangs- und Klavierunterricht zu nehmen. Später erhielt sie auch Gitarrenunterricht und nahm an verschiedenen Musikwettbewerben teil, bei denen ihr besonderes Talent auffiel. Nach und nach baute sie sich ein Repertoire mit eigenen Songs auf. 2001 arbeitete sie mit der Band Sistem zusammen, für mit der sie die Songs wie Emotions, Sensations oder Far from you aufnahm. 2003 erreichte Ungureanu mit dem Lied Make this love come true den dritten Platz bei der nationalen Auswahl des Eurovision Song Contest und vertrat Rumänien beim Festival Cerbul de Aur. 2004 unterzeichnete Ungureanu einen Vertrag mit der House/Dance-Musikgruppe Crush und wurde Lead-Sängerin der Band. In dieser Formel produzierte das Projekt zwei Studioalben: Crush + Alexandra Ungureanu (2005) und Hello (2007). 2009 und 2010 war Ungureanu zusammen mit George Hora und Smiley Juror beim Wettbewerb Be a Disney Channel Star des Disney Channel Romania. 2014 startete sie ihre Solo-Karriere mit dem Song Impotriva lor. Sie steht seitdem bei Cat Music unter Vertrag. Im Jahr 2018 veröffentlichte Alexandra Ungureanu mit Marius Moga den Song Bate Bate, der 12 Wochen in den rumänischen Charts blieb. Das Musikvideo hat seit seiner Veröffentlichung auf YouTube mehr als fünf Millionen Aufrufe. Ungureanu nahm 2020 an der rumänischen Talentshow Bravo, ai stil! teil und erreichte dort das Finale.

## Music in pROgress
Music in pROgress war ein 2015 begonnenes popsinfonisches Projekt von Alexandra Ungureanu und dem Nora Denes Symphonical. Das Projekt bestehend aus etwa 30 Personen verfolgt das Ziel, kommerzielle Stücke, z. B. Hey Brother von Avicii im klassischen Stil neu zu interpretieren.

## Privates
Alexandra Ungureanu war mit dem US-amerikanischen DJ Andrei Gheorghiu liiert. Gheorghiu trennte sich 2015 kurz vor der Hochzeit von ihr.

## Diskografie

### Studioalben
- 2005: Crush + Alexandra Ungureanu (mit Crush)
- 2007: Hello (mit Crush)

### Singles und EPs
- 2006: Masa buna
- 2009: Premix
- 2010: Party On
- 2012: I Need You More
- 2012: Where Is The Love
- 2013: Iubire de o vara
- 2014: Impotriva lor
- 2014: Nu am aripi
- 2015: Atat de usor
- 2015: Lumea viseaza
- 2016: In The Middle Of The Night (Radio Edit)
- 2016: Nopti si Zile
- 2017: In lumea noastra
- 2018: Bate, bate (mit Marius Moga)
- 2018: Vantule
- 2018: Iarna Mea
- 2019: Mamuca
- 2019: Dalba Corinda
- 2020: Ganduri
- 2020: Caramida
- 2020: Cel mai frumos cadou
- 2021: Daca n-am fi impreuna
- 2021: Vreau sa te uit